# Liste von Persönlichkeiten aus Chur
Diese Liste enthält in Chur geborene Persönlichkeiten und solche, die in Chur ihren Wirkungskreis hatten, ohne dort geboren zu sein. Die Liste erhebt keinen Anspruch auf Vollständigkeit.

## A
- Ali (geb. Ali Haydar Cetin; * 1992), Rapper und Musiker
- Johannes Ammann (* unbek.; † 1388), ab 1376 Johannes II. Bischof von Chur
- Andreas Auer (1948–2018), Staatsrechtler und Professor an den Universitäten Zürich und Genf

## B
- Christian Bavier (1767–1837), reformierter Theologe
- Valentin Bearth (* 1957), Architekt und Akademieprofessor
- Sandra Locher Benguerel (* 1975), Politikerin (SP)
- Martina Berther (* 1984), Fusion- und Improvisationsmusikerin
- Daniel Bilger (1713–1792), reformierter Pfarrer und Pädagoge
- Johann Ulrich Bilger (1720–1796), Militärchirurg, königlich-preussischer Leibarzt und Vorreiter der konservativen Chirurgie
- Johannes Blasius (um 1490 – 1550), Reformator und evangelischer Pfarrer an der Regulakirche 1530–1550
- Jörg Blaurock (1492–1529), Priester und führende Persönlichkeit des frühen Täufertums, wirkte in Chur
- Johann Georg Bossi (1773–1844), römisch-katholischer Bischof des vereinigten Bistums Chur-St. Gallen
- Josias Braun-Blanquet (1884–1980), Botaniker
- Richard Brosi (1931–2009), Architekt
- Alois Brügger (1920–2001), Arzt
- Jakob Buchli (1876–1945), Konstrukteur im Bereich des Lokomotivbaus
- Arnold Büchli (1885–1970), Lehrer, Heimat- und Volkstumsforscher
- Hans Burkhard (* 1973), liechtensteinischer Skirennläufer
- Johann Busch (1890–1969), Fabrikant Busch-Waagen
- Johann Rudolf Byss (1660–1738), Maler

## C
- Corina Caduff (* 1965), Kulturwissenschaftlerin und Literaturkritikerin, Professorin an der Zürcher Hochschule der Künste (ZHdK)
- Martina Caluori (* 1985), Schriftstellerin
- Carl Camenisch (1874–1956), reformierter Pfarrer und Historiker
- Christian Caminada (1876–1962), Bischof des römisch-katholischen Bistums Chur
- Ulrich Campell (1510–1582), Reformator, Chronist und Kirchenlieddichter, Pfarrer an der Regulakirche 1570–1574
- Reto Capadrutt (1912–1939), Bobfahrer
- Angelo Campos (* 2000), portugiesisch-schweizerischer Fussballspieler
- Christina Casanova (* 1959), Psychotherapeutin und Schriftstellerin
- Andreas Castelberger (um 1500 – nach 1531), Buchhändler
- Dario Caviezel (* 1996), Snowboarder
- Flurin Caviezel (* 1956), Musiker, Kabarettist und Entertainer
- Gianin Conrad (* 1979), bildender Künstler
- Lea Catrina (* 1987), Schriftstellerin
- Gion Mathias Cavelty (* 1974), Schriftsteller
- Ludwig Christ (1791–1876), Jurist, Militär und Schriftsteller
- Conradin Clavuot (* 1962), Architekt und ehem. Gastprofessor
- Johannes Comander (1484–1557), Theologe und Reformator

## D
- Johann Felix Jacob Dalp (≈1793–1851), Verleger
- Hans Danuser (1953–2024), Künstler und Fotograf
- Julius Dedual (1864–1939), Jurist und Politiker
- Alfred Defago (* 1942), Diplomat
- Andrea Deplazes (* 1960), Architekt und Universitätsprofessor
- Gion Giusep Derungs (* 1932), Musiker
- Thomas Domenig (* 1933), Architekt
- Leza Dosch (* 1953), Kunst- und Architekturhistoriker

## E
- Hans Eggenberger (* 1956), Kunstschaffender
- Egino von Chur (12. Jahrhundert), Bischof von Chur und nach seiner Absetzung 1170 Reichsfürst
- Tobias Egli (1534–1574), Pfarrer an der Martinskirche 1566–1574
- Stefan Engler (* 1960), Politiker (CVP)

## F
- Ulrich von Federspiel (1657–1728), römisch-katholischer Bischof des Bistums Chur
- Fanni Fetzer (* 1974), Direktorin des Kunstmuseums Luzern
- Nikolaus Franz Florentini (1794–1881), römisch-katholischer Bischof des Bistums Chur
- Laurin Fravi (* 1999), Biathlet
- Fortunat Frölich (* 1954), Musiker
- Johann Flugi (1550–1627), von 1601 bis 1627 Bischof von Chur
- Rudolf Fontana (* 1941), Architekt

## G
- Ulrich Gadient (1931–2016), Politiker (Demokratische Partei Graubündens)
- Philipp Gallicius (1504–1566), Theologe, Reformator, Kirchenlieddichter und Pfarrer in Chur 1550–66
- Hans Peter Gansner (1953–2021), Romanschriftsteller, Dramatiker, Dichter, Publizist, Übersetzer und Journalist
- Johannes Gantner (1530–1605), Pfarrer an der Regulakirche 1566–1570 und an der Martinskirche 1596–1605
- Siegfried von Gelnhausen (* 13. Jh.; † 1321), von 1298 bis 1321 Bischof von Chur
- HR Giger, Hansruedi Giger (1940–2014), bildender Künstler, Maler und Oscarpreisträger
- Gian-Marco Schmid alias Gimma (* 1980), Rapper
- Paolo Gir (* 3. Mai 1918 in S-chanf; † 7. Mai 2013 in Chur), Schriftsteller, Dichter, Essayist, Publizist, Übersetzer, 1957–77 Präsident der Sektion Chur der Pro Grigioni Italiano, Cavaliere della Repubblica Italiana[1][2]
- Alberto Giacometti (* 10. Oktober 1901 in Borgonovo, Gemeinde Stampa; † 11. Januar 1966 in Chur), Schweizer Bildhauer, Maler und Grafiker der Moderne
- Hans Gmür (1927–2004), Autor
- Alec von Graffenried (* 1962), Politiker (Grüne bzw. GFL Bern)
- Simon Gredig (* 1993), Grossrat (Grüne)
- Mauro Gruber (* 1986), Skilangläufer
- Jürg Grünenfelder (* 1967), Herzchirurg, Hochschullehrer
- Wädi Gysi (1959–2022), Musiker und Eishockeyspieler

## H
- Albert von Haller (1808–1858), römisch-katholischer Geistlicher, Generalvikar und Weihbischof im Bistum Chur
- Michael Hämmerle (* 1991), österreichischer Snowboarder
- Konstantin Harter (1925–2013), Eishockeyspieler und Architekt
- Nicolaus Hartmann (1838–1903), Architekt
- Stefan Hassler (* 1969), Fussballspieler
- Trix Haussmann-Högl (* 1933), Architektin
- Leonhard Herold (1819–1902), reformierter Pfarrer
- Alfred Heuss (1877–1934), deutscher Musikwissenschaftler und Musikkritiker
- Bruno Hidber (* 1943), Ordensgeistlicher und Moraltheologe
- Ruedi Homberger (1940–2020), Fotograf, Filmemacher, Extrembergsteiger, Bergführer und Gebirgspilot
- Rudolf Hotzenköcherle (1903–1976), Sprachwissenschaftler
- Kurt Huber (1893–1943), Professor an der Ludwig-Maximilians-Universität München, Volksliedforscher, Mitglied der Weissen Rose
- Emil Hungerbühler (1914–2002), Zeichenlehrer, bildender Künstler und Konservator am Bündner Kunstmuseum
- Chris Hunter (* 1983), Künstler, Kurator, Kunstvermittler und Performer
- Annina Hunziker (* 1993), Schauspielerin
- Anton Huonder (1858–1926), Katholischer Theologie und Schriftsteller
- Guido Huonder (1942–2013), Theaterregisseur und Theaterleiter
- August Husemann (1833–1877), deutscher Apotheker und Chemiker, Professor in Chur
- Britta Huttenlocher (* 1962), Malerin

## I
- Mario Illien (* 1949), Ingenieur
- Robert Indermaur (* 1947), Künstler

## J
- Georg Jäger (* 1943), Begründer des Instituts für Kulturforschung Graubünden
- Barbara Janom Steiner (* 1963 in Scuol), Rechtsanwältin, BDP-Politikerin und Regierungsrätin
- Josef Jörger (1860–1933), Arzt und Psychiater und erster Direktor der Klinik Waldhaus in Chur
- Peter Jecklin (* 1955), Schauspieler
- Anita Jehli (* 1966), Cellistin
- Jörg Jenatsch (1596–1639), Bündner Politiker im Dreissigjährigen Krieg
- Norbert «Noppa» Joos (1960–2016), Extrembergsteiger und Bergführer
- Lucius Juon (1913–2015), Schweizer Musiker und Komponist

## K
- Max Kasper (1934–2008), Architekt
- Angelika Kauffmann (1741–1807), Malerin
- Wolfgang Killias (1795–1868), Techniker und Eisenbahnpionier
- Adolfo Kind (1848–1907), Chemieingenieur und einer der Väter des Skifahrens in Italien
- Christian Immanuel Kind (1818–1884), reformierter Pfarrer und Historiker
- Paulus Kind der Ältere (1734–1802), reformierter Pfarrer
- Paulus Kind der Jüngere (1783–1875), reformierter Pfarrer
- Lenz Klotz (1925–2017), Maler
- Elly Koch (1916–2017), Stickerin und Autorin
- Bernhard Köhl (1624–1700), Oberzunftmeister, Amtsbürgermeister und Präsident des Gotteshausbundes[3]
- Sebastian von Köhl (1793–1857), Oberst, Oberzunftmeister, Ratsherr, Stadtvogt und Richter[3]
- Jachen Könz (* 1962), Architekt
- Karl-Andreas Kolly (* 1965), Pianist
- Fritz Krauss (1898–1978), deutscher Marineoffizier, zuletzt Konteradmiral im Zweiten Weltkrieg
- Oliver Krättli (* 1956), Schauspieler
- Alexander Kuoni (1842–1888), Baumeister und Architekt

## L
- Ulrich Lampert (1865–1947), Rechtswissenschaftler
- Albert Lardelli (1888–1959), Bündner Grossrat, Regierungsrat, Ständerat[4]
- Elisabeth Lardelli (1921–2008), aus Poschiavo, Politikerin (SVP)
- Renzo Lardelli (1913–1995), Bündner Grossrat, Regierungsrat und Oberst[5]
- Achim Lenz (* 1978), Regisseur, Intendant, Autor und Dozent
- Susanne Leutenegger Oberholzer (* 1948), Ökonomin und  Politikerin
- Andres Liesch (1927–1990), Architekt
- Kim Lindemann (* 1982), Eishockeyspieler
- Sven Lindemann (* 1978), Eishockeyspieler
- Hansjörg Lingg (* 1971), Fussballspieler
- Johannes Ludwig (1815–1888), Architekt
- Albert Lutz (* 1954), Kunsthistoriker, Museumsdirektor
- Luzius von Chur († 5. oder 6. Jh.), Missionar und Heiliger der römisch-katholischen Kirche

## M
- Daniel Mahrer (* 1962), Skirennläufer
- Theo Maissen (* 1944), Politiker (CVP)
- Toya Maissen (1939–1991), Journalistin und Sozialdemokratin
- Paola Maranta (* 1959), Architektin und Akademieprofessorin
- Robin Mark (* 1989), Musiker und Komponist
- Carl Markees (1865–1926), Geiger, Musikpädagoge und Komponist
- Beat Marti (* 1972), Schauspieler
- Urs Marti (* 1967), Stadtpräsident (FDP)
- Arnold von Matsch (* 12. Jh.; † 1221), von 1209 bis 1221 Bischof von Chur
- Anita Mazzetta (* 1963), Gemeinderätin, Präsidentin des Gemeinderats (2018), Grossrätin (Grüne)
- Dominic Meier (* 1976), Eishockeyspieler
- Franz Meier (1688–1752), Pfarrer an der Regulakirche 1728–1742
- Gaudenz Meili (* 1937), Filmregisseur
- Leonhard Meisser (1902–1977), Maler, Zeichner und Druckgrafiker
- Hans Meng (1884–1976), Politiker (FDP/SP), Nationalrat
- Christian Menn (1927–2018), Bauingenieur
- Martin Meuli (* 1955), Arzt und Pionier für Kinder- und Fötalchirurgie
- Jacob Meyer (1799–1865), Naturforscher, Geograph und Pädagoge, war Professor an der Kantonsschule Chur
- Milchmaa (* 1984), Rapper
- Rudolf Mirer (1937–2025), Maler und Grafiker
- Theodor von Mohr (1794–1854), Historiker, Anwalt und Politiker, Bündner Grossrat, Stadtvogt von Chur, Bundesstatthalter des Gotteshausbundes
- Johannes Fabricius Montanus (1527–1566), Universalgelehrter und Dichter, Pfarrer an der Martinskirche 1557–1566
- Vreni Müller-Hemmi (* 1951), Politikerin
- Paul Mutzner (1881–1949), Rechtswissenschaftler

## N
- Johann Peter Nesemann (1724–1802), Pädagoge und Schulgründer
- Conradign Netzer (* 1980), Freestyle-Skier
- Volkard von Neuburg († 1251), von 1237 bis zu seinem Tode Bischof von Chur
- Nino Niederreiter (* 1992), Eishockeyspieler

## O
- Oreste Olgiati (* 23. April 1869 in Poschiavo; † 3. Oktober 1920 in Flims), Stadtpräsident von Chur[6]
- Rudolf Olgiati (1910–1995), Architekt
- Valerio Olgiati (* 1958), Architekt und Akademieprofessor
- Karolina Öhman (* 1985), schwedische Cellistin und Star-Mitglied bei der Kammerphilharmonie Graubünden

## P
- Willy Padrutt (1928–2022), Jurist und Bundesanwalt
- Jakub Paul (* 1999), Tennisspieler
- Livia Peng (* 2002), Fussballspielerin
- Robert Platow (1900–1982), Wirtschaftsjournalist, Gründer und Herausgeber des Platow Briefs
- Jon Pult (* 1984), Politiker (SP)

## R
- William Reais (* 1999), Sprinter
- Matthäus Risch (1831–1908), Schweizer Landwirt und Politiker
- Giorgio Rocca (* 1975), italienischer Skirennläufer
- Stefan Roos (* 1972), Sänger und Komponist
- Yvonne Rüegg (* 1938), Skirennläuferin

## S
- Johann Baptista von Salis (1741–1816), Bürgermeister und Politiker
- Peter Saluz (1758–1808), Pädagoge an der Lateinschule 1784–1808 und freier Prediger an der Regulakirche 1798–1808
- Jakob Salzmann (1484–1526), Pädagoge und Reformator
- Stefan Stirnemann (* 1960),  Schweizer Gymnasiallehrer, Altphilologe, Übersetzer und Kritiker der Rechtschreibreform von 1996.
- Tamara Schädler (* 1977), liechtensteinische Skirennläuferin
- Philip Schaff (1819–1893), Schweizer-US-amerikanischer protestantischer Theologe und Hochschullehrer
- Josef Scheuber (1881–1961), Regens des Priesterseminars von 1941 bis 1960
- Matthias Schgier (1622–1687), Domdekan in Chur
- Georg Schmid (* 1940), evangelisch-reformierter Religionswissenschaftler, Theologe und Pfarrer
- Georg Schmid von Grüneck (1851–1932), römisch-katholischer Bischof des Bistums Chur
- Hans Bernhard Schmid (* 1970), Philosoph, Hochschullehrer und Autor
- Meinrad Schütter (1910–2006), Komponist
- Silva Semadeni (* 1952), Politikerin, Kantonsschullehrerin
- Sören Senn (* 1969), Filmregisseur und Autor
- Claudio Soliva (1929–2017), Rechtshistoriker
- Hermann Sprecher von Bernegg (1843–1902), Jurist und Politiker
- Johann Andreas von Sprecher (1819–1882), Historiker und Autor
- Margrit Sprecher (* 1936), Journalistin, Reporterin und Autorin
- Salomon Sprecher von Bernegg (1697–1758), k.k. General der Artillerie und Landammann von Davos
- Luzi Stamm (* 1952), Politiker (SVP, ehemals FDP)
- Martin Sprenger (* 1963), österreichischer Mediziner
- Nikolaus Schmid (* 1976), Schauspieler

## T
- Dženan Talić (* 1999), Fussballspieler
- Ettore Tenchio (1915–2015), Politiker (Konservativ-Christlichsoziale Volkspartei)
- Jeremiah Theus (1716–1774), schweizerisch-amerikanischer Porträt- und Miniaturenmaler
- Carli Tomaschett (* 1958), Romanist und Chefredaktor des Dicziunari Rumantsch Grischun
- Marietta Tomaschett (* 1961), Moderatorin Radio SRF (vormals DRS)
- Rudolf Olaf Tönjachen (1896–1971), Historiker, Lehrer, rätoromanischer Schriftsteller
- Renato Tosio (* 1964), Eishockeytorhüter
- Fritz Trippel (1937–2010), Jazzpianist
- Johann Baptista von Tscharner (1815–1879), Bündner Politiker und Aufklärer
- Lajos Tscheligi (1913–2003), Maler, Kunstpädagoge

## V
- Oskar Vasella (1904–1966), Historiker
- Otto Veraguth (1870–1944), Neurologe und Förderer der Sportmedizin und der Physiotherapie
- Peter Vieli (1890–1972), Jurist, Bankier und Diplomat
- Pierin Vincenz (* 1956), Bankmanager, Raiffeisen Schweiz CEO 1999 bis 2015
- Nadine Vinzens (* 1983), Miss Schweiz 2002, Model und Schauspielerin
- Jürg Vollmer (* 1962), Journalist
- Johannes Vonderach (1916–1994), römisch-katholischer Bischof von Chur

## W
- Andreas Walser (1908–1930), Maler
- Eduard Walser (1863–1949), Jurist und Politiker, Nationalrat
- Simona Waltert (* 2000), Tennisspielerin
- Paula Weber-Bernhard (1894–1921), Vorkämpferin der Frauenbewegung Graubündens
- Ulrich Alois Weidmann (* 1963), Bauingenieur und Hochschullehrer
- Oskar Weiss (* 1944), Zeichner, Maler und Cartoonist
- Hartmann von Werdenberg-Sargans (um 1350 – 1416), ab 1388 Bischof Hartmann II. von Chur
- Daniel Willi (1696–1755), reformierter Geistlicher und Pietist
- Brigitte Wolf (* 1967), Orientierungsläuferin

## Z
- Arnoldo Marcelliano Zendralli (1887–1961), aus Mesocco, Lehrer, Historiker, Publizist und Kulturschaffender
- Andrea Zinsli (* 1972), Skirennläufer
- Paul Zinsli (1906–2001), Volkskundler und Sprachwissenschaftler
- Peter Zinsli (1934–2011), Volksmusiker und Komponist
- Andrea Zogg (* 1957), Schauspieler und Regisseur
- Raphael Zuber (* 1973), Architekt und ehem. Gastprofessor
- Peter Zumthor (* 1943), Architekt und em. Akademieprofessor